# Pole wirujące

Wizualizacja pola wirującego

Pole wirujące - pojęcie opisujące pole wektorowe, w którym w pewnych obszarach przestrzeni występuje tendencja do istnienia "wirów".

## Własności
Pole wirujące oznacza pole, którego rotacja jest niezerowa w jakimś punkcie przestrzeni.
Rotację pola wektorowego F wyraża się wzorem:
{\displaystyle {\text{rot}}F=\triangledown \times {\text{F}}}
Rotacja jest operatorem liniowym, co oznacza, że dla dowolnych pól wektorowych F i G oraz skalarów a i b:
{\displaystyle rot(aF+bG)=arot(F)+brot(G)}

## Historia
Historia nauki o obrotowych polach sięga XIX w., kiedy zaczęto badać właściwości pól elektrycznych i magnetycznych. Swoją wiedzę i doświadczenia w tej sprawie zgromadzili naukowcy już w czasach Michaela Faradaya i André-Marie Ampère'a, którzy przeprowadzili eksperymenty, które pozwoliły zrozumieć zjawisko indukcji elektromagnetycznej i charakter oddziaływań elektromagnetycznych.
W drugiej połowie XIX w. James Clerk Maxwell ustalił równania opisujące rotacje pól elektrycznych i magnetycznych. 
Teoria ruchów wody i powietrza zaczęła rozwijać się równolegle. Ludzie zaczęli zauważać powstające i zanikające wiry w płynach, co wywarło duży wpływ na rozwój tej dziedziny wiedzy. Zwłaszcza prace Hermanna Ludwiga von Helmholtza nad wirami okazały się bezcenne, bo jako jeden z pierwszych zrozumiał on, co to jest wir i jak można go matematycznie zdefiniować, wyznaczając miarę lokalnej tendencji pola do obrotu. Od drugiej połowy XX wieku rozwój technologii związanej z polem wirującym znacząco wpłynął na postępy w meteorologii i elektrotechnice.
Współcześni badacze, tacy jak Szymon Kargol, Parviz Moin i Fabian Waleffe, odegrali kluczową rolę w rozwijaniu teorii i praktycznych zastosowań związanych z dynamiką wirów, przyczyniając się do lepszego prognozowania huraganów oraz intensywnych zjawisk burzowych.